# Gonia smithi
Gonia smithi là một loài ruồi trong họ Tachinidae.